# Boszten-tó
A Boszten-tó  a Tien-san délkeleti peremén, Korla várostól 57 km-re Hszincsiangban található. Kína egyik legnagyobb édesvizű beltava. 1048 m tengerszint feletti magasságon fekszik. Hossza 55, szélessége 25 km, átlagos mélysége 8,15 m, vízfelülete 1019 km². A tó halban gazdag, keleti medrében termálforrások fakadnak. Legfontosabb tápláló folyója a Kajdu.

## Kapcsolódó szócikk
Sven Hedin